# Irving Abella
Irving Martin Abella (* 2. Juli 1940 in Toronto, Ontario; † 3. Juli 2022 in Toronto) war ein kanadischer Schriftsteller und Historiker. Er spezialisierte sich auf die Geschichte der Juden in Kanada und die kanadische Arbeiterbewegung.

## Leben und Werk
Abella, der 1940 in Toronto im Bundesstaat Ontario geboren wurde, erhielt den Grad des Bakkalaureus der philosophischen Fakultät (1963), den Magistertitel (1964) sowie den Doktortitel (1969) der Universität von Toronto.
Seine Buchtitel lauten: Coat of Many Colours: Two Centuries of Jewish Life in Canada (1990) und None is Too Many: Canada and the Jews of Europe 1933–1948 (1983, häufige Neuauflagen). Er war Professor an der York University und von 1992 bis 1995 Präsident des Canadian Jewish Congress.
1993 wurde er Mitglied des Order of Canada und der Royal Society of Canada.
Er war mit der kanadischen Juristin Rosalie Silberman Abella verheiratet, die 2004 an das Oberste Gericht Kanadas berufen wurde. Sie hatten zwei Söhne.

## Notizen
1. ↑  Obituary: Irving Abella, 82, was a Canadian historian who revealed why Canada kept Jews out during the Holocaust
2. ↑  Die Aussage des Buches, wie sie üblicherweise kolportiert und breit aufgenommen wird, Kanada habe 1933–1945 zu wenig jüdische Flüchtlinge aufgenommen, ist statistisch falsch. Prozentual stieg der Anteil an jüdischen Einwanderern sogar etwas. Canadian Jewish Studies - Études juives canadiennes, Bd. 24, 2016, S. 79ff.: Justin Comartin, Opening Closed Doors: Revisiting the Canadian Immigration Record (1933-1945). Vgl. auch ebd., 24, 2016, S. 169ff.: Canadian Jewish Studies - Études juives canadiennes, Janice Rosen, Archives Director, Alex Dworkin, Canadian Jewish Archives: Once Is Not Enough: The "Canadian Jewish Archives" and other Montreal Collections. Reconsidered after "None Is Too Many". Dessen ungeachtet, war Antisemitismus im Land virulent, wie er mit dem Mitverf. Troper herausarbeitet. Kanada unterschied sich damit nicht von den USA und Großbritannien, an denen es sich üblicherweise orientierte. Verschärft wurde dieser Judenhass durch die innerkanadische Konkurrenz zwischen Anglo- und Francophonen.

| Personendaten    | Personendaten                             |
| ---------------- | ----------------------------------------- |
| NAME             | Abella, Irving                            |
| ALTERNATIVNAMEN  | Abella, Irving Martin; Abella, Irving M.  |
| KURZBESCHREIBUNG | kanadischer Schriftsteller und Historiker |
| GEBURTSDATUM     | 2. Juli 1940                              |
| GEBURTSORT       | Toronto                                   |
| STERBEDATUM      | 3. Juli 2022                              |
| STERBEORT        | Toronto                                   |